# Дітва
Дітва  (лит. Ditva, біл. Дзітва) — річка в Литві й Білорусі, у Шальчинінкському, Воронівському й Лідському районах Вільнюського повіту й Гродненської області. Права притока Німану, басейн (Балтійського моря).

## Опис
Довжина річки 93 км, похил річки — 0,4 м/км, середньорічні витрати води у гирлі — 8,2 м³/с. Площа басейну водозбору 1220 км².

## Розташування
Бере початок на південно-східній стороні від міста Ейшишкес. Спочатку тече на південний захід через Зайківщизну. У Милюшах повертає на південний схід, потім знову тече на південний захід через Талькунці і біля Рулевичів повертає на південний схід. Далі тече через Мито і біля села Беневичі впадає у річку Німан.
Притоки: Делькт, Радунка (праві); Городенька, Осовка, Нешкрунь, Крупка, Лідея (ліві).